# 王音
王 音（おう おん、? - 紀元前15年）は、前漢後期の政治家。魏郡元城県委粟里の出身。
成帝の生母の皇太后王氏（王政君）の叔父の王弘の子。河平3年（紀元前26年）に侍中・中郎将から侍中・太僕に異動した。
京兆尹の王章が当時権力を握る大司馬・大将軍・領尚書事の王鳳（王政君の兄）を排除しようと成帝に進言した時、両者の密談を侍中の王音が聞き耳を立てて王鳳に報告したことから、王鳳は王章の企みを阻止し、権力を独占できた。
王音は陽朔2年（紀元前23年）には御史大夫に昇進した。
陽朔3年（紀元前22年）、王鳳は自分の地位を仲が悪かった弟の王譚ではなく、王音の際の功績があり、さらに自分を父のように慕う王音を後継者とするよう成帝に遺言して死んだ。そこで王音は同年に大司馬・車騎将軍となり、鴻嘉元年（紀元前20年）には安陽侯（3000戸）に封ぜられた。
外戚王氏が権力を独占し、度を越した贅沢や横暴などで世間からも成帝からも白い眼で見られる中、王音だけは諫言をするなど忠節があると言われた。
永始2年（紀元前15年）に死亡。敬侯と諡された。王商が彼の後任として大司馬衛将軍となった。
安陽侯は子の王舜が継いだ。